# Riskajärvi
Riskajärvi är en sjö i Kiruna kommun i Lappland och ingår i Torneälvens huvudavrinningsområde. Sjön har en area på 0,844 kvadratkilometer och ligger 758,1 meter över havet. Riskajärvi ligger i Torne och Kalix älvsystem Natura 2000-område. Sjön avvattnas av vattendraget Suvijoki (Suvukursu).

## Delavrinningsområde
Riskajärvi ingår i det delavrinningsområde (763465-170797) som SMHI kallar för Utloppet av Riskajärvi. Medelhöjden är 781 meter över havet och ytan är 5,44 kvadratkilometer. Räknas de 2 avrinningsområdena uppströms in blir den ackumulerade arean 11,5 kvadratkilometer. Suvijoki (Suvukursu) som avvattnar avrinningsområdet har biflödesordning 3, vilket innebär att vattnet flödar genom totalt 3 vattendrag innan det når havet efter 539 kilometer. Avrinningsområdet består mestadels av kalfjäll (83 procent). Avrinningsområdet har 0,9 kvadratkilometer vattenytor vilket ger det en sjöprocent på 16,5 procent.